# Akimine Kamijyo
Akimine Kamijyo (japanska: 上条明峰, Kamijō Akimine), född 13 september 1975 i Kanagawa prefektur, är en japansk serieskapare. Hon är mest känd för sin manga Samurai Deeper Kyo. Kamijyo har även skrivit doujinshi under namnet Meika Hatagashira (伯明華).
Hon har börjat skriva på två andra serier: Shirogane no Karasu som började serialiseras i Weekly Shonen Magazine 30 maj 2007 och Code Breaker som han började på år 2008.
Som läromästare hade hon Rumiko Takahashi.